# Максимиха (Костромская область)
Максимиха — деревня в составе Ивановского сельского поселения Шарьинского района Костромской области России.

## История
Согласно Спискам населенных мест Российской империи в 1872 году деревня Максимиха (Долбилиха) относилась к 2 стану Ветлужского уезда Костромской губернии. В ней числилось 7 дворов, проживало 31 мужчина и 33 женщины.
Согласно переписи населения 1897 года в деревне проживало 105 человек (50 мужчин и 55 женщины.
Согласно Списку населенных мест Костромской губернии в 1907 году деревня относилась к Рождественской волости Ветлужского уезда Костромской губернии. По сведениям волостного правления за 1907 год в деревне числилось 20 крестьянских дворов и 154 жителей. Основным занятием жителей деревни был лесной промысел.
До 2010 года деревня относилась к Майтихинскому сельскому поселению.

## Население
| 2008 | 2010 | 2014 |
| ---- | ---- | ---- |
| 5    | ↗6   | ↘3   |